# Vince Welnick
Vince Welnick (21. února 1951, Phoenix, Arizona, USA - 2. června 2006, Sonoma County, Kalifornie, USA) byl americký klávesista. Byl členem skupin The Tubes a později, v letech 1990–1995, Grateful Dead.